# Mycomya shannoni
Mycomya shannoni är en tvåvingeart som beskrevs av Coher 1950. Mycomya shannoni ingår i släktet Mycomya och familjen svampmyggor. Inga underarter finns listade i Catalogue of Life.